# Un cowboy alle Hawaii
Un cowboy alle Hawaii (The Castaway Cowboy) è un film del 1974 prodotto dalla Walt Disney Pictures e diretto da Vincent McEveety.

## Trama
Sulle coste dell'isola di Kauai, nell'arcipelago delle Hawaii, viene ritrovato un uomo, caduto in mare da una nave e gettato a riva dalle onde. Quando rinviene, dichaira di chiamarsi Lincoln Costain e di venire dal Texas, ma non ricorda come sia arrivato lì. Si occupa di lui la vedova Henrietta MacAvoy, che cerca di gestire una fattoria col figlio preadolescente Booton e i lavoranti indigeni che hanno ritrovato Costain. Henrietta è in difficoltà economiche perché i suoi raccolti sono in gran parte divorati da bovini rinselvatichiti e deve ricorrere a prestiti da parte del banchiere locale Calvin Bryson, che si atteggia a suo pretendente.
Costain, che è un esperto cowboy, propone di catturare i bovini per rivenderli, e si offre di insegnare ai braccianti indigeni il mestiere del mandriano, cosa nei primi tempi non è affatto facile. Col tempo, tuttavia, la testardaggine di Costain dà i suoi frutti; allora Bryson, vedendo frustrate le sue mire sulla mano e sulla terra della vedova, decide di ostacolarlo, prima pagando uno sciamano indigeno perché lanci una maledizione sul capo dei lavoranti, poi, quando i capi di bestiame già venduti stanno per essere trasportati su una nave mediante zattere, facendoli rubare dal suo braccio destro. Costain, che riteneva ormai terminato il suo compito e si apprestava a tornare sulla terraferma, si precipita a salvare la situazione, recuperando il bestiame con l'aiuto dei suoi allievi cowboy e affrontando Bryson, che confessa il suo piano criminale. Decide poi di restare accanto a Henrietta e a Booton per aiutarli a condurre l'azienda.

## Distribuzione
Il film uscì nelle sale cinematografiche statunitensi il 7 agosto 1974.
In Italia arrivò in Italia solo nel 1991, trasmesso in prima serata da Rai 1 il giorno 12 aprile.